# ده حسن (رباط‌کریم)
ده حسن روستایی از توابع بخش مرکزی شهرستان رباط‌کریم در استان تهران است.

## جمعیت
این روستا در دهستان امامزاده ابوطالب قرار دارد و براساس سرشماری مرکز آمار ایران در سال ۱۳۸۵، جمعیت آن ۱٬۱۵۳ نفر (۲۹۳خانوار) بوده‌است.